# 何日洳
何日洳（1902年—1976年3月13日）是一名香港執業牙醫和藝術收藏家。

## 生平
何日洳是一名執業牙醫，診所位於灣仔皇后大道東143號。他也是一名藝術收藏家，與嶺南派畫如楊善深、趙少昂、張韶石等份屬友好。
香港日治時期，於1942年被日本軍政府委任為東區（灣仔）區長，負責管理公共衛生、配給糧食和調查人口等工作。何日洳因心臟病逝世，享年74歲，遺體安葬跑馬地天主教墳場。

## 家庭
何日洳父親名何堯甫，祖籍廣東南海。何有妻子王氏及曾英慧，女兒名何棣華。兒子何菁華在澳洲雪梨大學醫學院畢業，後任職金銀證券交易所。